# Nueve
Nueve (früher Galavision) ist ein europäischer Ableger des gleichnamigen mexikanischen Fernsehsenders, welcher in spanischer Sprache sendet. Bei Galavision handelt es sich um ein Unterhaltungsprogramm. Schwerpunktmäßig werden Talkshows, Shows und Serien, vor allem Telenovelas, ausgestrahlt. Die Programme stammen nahezu komplett aus mexikanischer Produktion des Muttersenders.
Am 1. September 1993 begann Galavision mit der uncodierten Ausstrahlung seines 24-stündigen europäischen Programms auf Astra 1C und erlangte damit auch im deutschen Raum einen gewissen Bekanntheitsgrad. Im Zuge der Digitalisierung des Fernsehens wurde bereits im August 1997 der analoge Sendebetrieb eingeschränkt. Galavision belegte den bisherigen Transponder nur noch in den Vormittags- und den Mittagsstunden und beendete zum Jahresende 1997 den analogen Sendebetrieb vollständig. Dem vorausgegangen war die Digitalisierung der ebenfalls auf Astra bis dahin analog ausgestrahlten spanischsprachigen Programme der Sogecable Spain. Galavision war der letzte analog ausgestrahlte spanischsprachige Sender auf dem ASTRA-Satellitensystem 19,2 Grad Ost.
Seitdem erfolgt die Ausstrahlung des Programms nur noch digital.
Zuletzt wurde die europäische Version von Galavision codiert über die spanische Pay-TV-Plattform Digital+ España bzw. Canal+ ausgestrahlt.
Die mexikanische Version des Senders nahm ihren Sendebetrieb am 1. September 1968 auf.